# Chiesa ortodossa moldava
La chiesa ortodossa moldava o anche metropolia di Chișinău e di tutta la Moldavia (in rumeno Mitropolia Chișinăului și a întregii Moldove, in russo Православная церковь Молдовы) è una Chiesa ortodossa autonoma sotto la giurisdizione del Patriarcato di Mosca. Insieme alla metropolia di Bessarabia (provincia ecclesiastica autonoma sotto la chiesa ortodossa rumena), è la più numerosa giurisdizione ortodossa della Moldavia.

## Storia
Nel 1812 con il passaggio della Bessarabia all'Impero russo venne fondata l'eparchia di Chișinău come diocesi della Chiesa ortodossa russa, questa circoscrizione fu trasferita alla fine della prima guerra mondiale dalle nuove autorità romene alla Chiesa ortodossa romena per poi tornare alle dipendenze di quella russa con le modifiche territoriali seguite alla seconda guerra mondiale.
Nell'ottobre 1992, dopo l'indipendenza moldava, la chiesa ortodossa russa ha concesso l'autonomia alla metropolia di Chișinău e tutta la Moldavia, cui appartiene la maggioranza della popolazione ortodossa presente in Moldavia. Il primate, che è nominato dal Santo Sinodo della chiesa ortodossa russa è il metropolita Vladimir, che è membro permanente del Santo Sinodo.
Negli ultimi trent'anni, la presenza sul territorio di parrocchie e monasteri ortodossi afferenti a questa giurisdizione è cresciuta costantemente, raccogliendo al suo interno orientamenti teologici e politici differenziati.

## Organizzazione

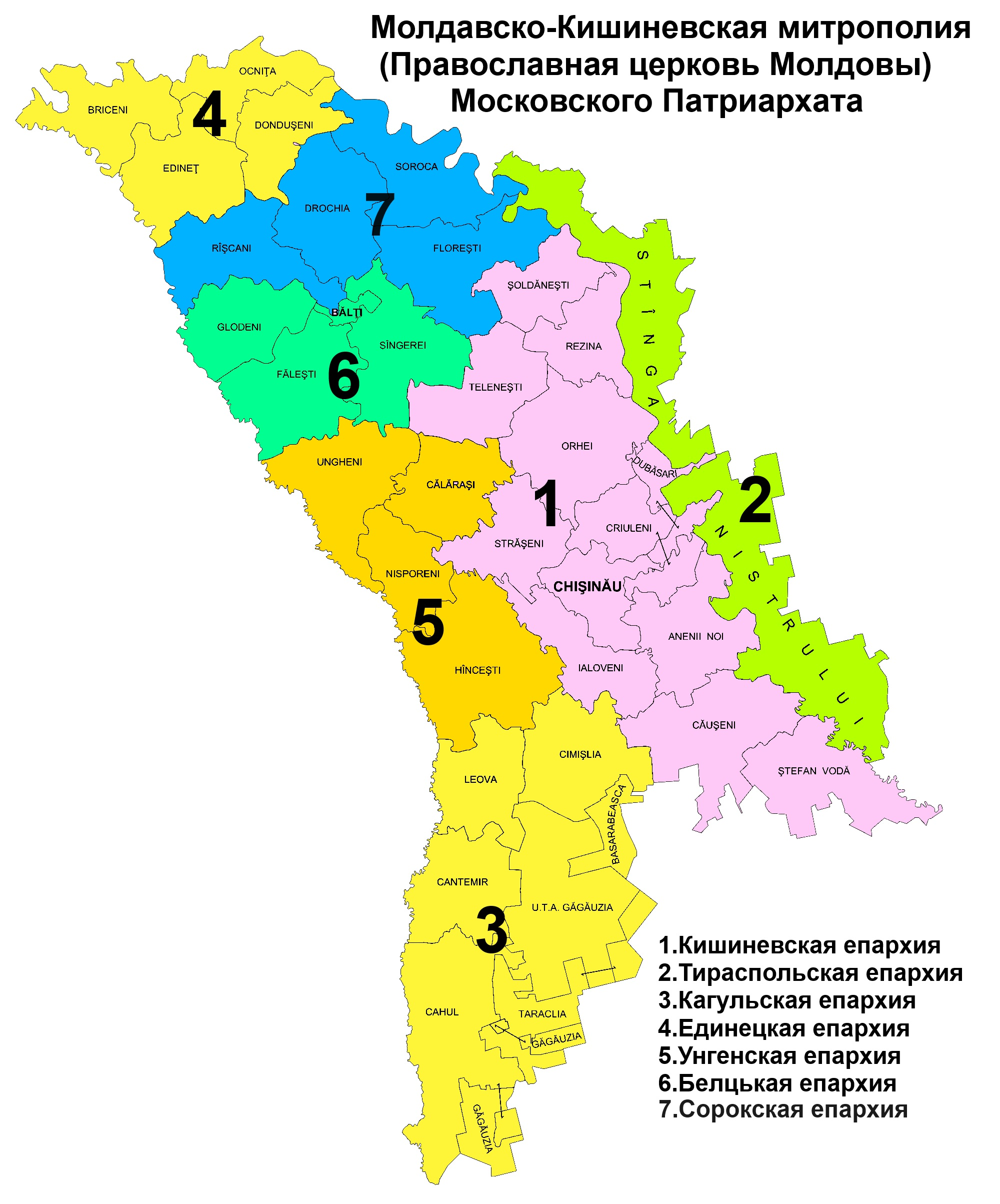
Mappa delle eparchie della Chiesa ortodossa moldava.

| Eparchia            | Sede     | Anno erezione | Sito ufficiale |
| ------------------- | -------- | ------------- | -------------- |
| Chișinău            | Chișinău | 1813          |                |
| Soroca              | Soroca   | 2024          |                |
| Cahul e Comrat      | Hîncești | 1998          |                |
| Ungheni e Nisporeni | Ungheni  | 2006          |                |
| Bălți e Fălești     | Bălți    | 2006          |                |
| Tiraspol e Dubăsari | Tiraspol | 1998          |                |
| Edineț e Briceni    | Edineț   | 1998          |                |